# Clem DeRosa
Clem DeRosa (auch Clem de Rosa, * 20. Mai 1925; † 20. Dezember 2011 in Texas) war ein US-amerikanischer Jazz-Schlagzeuger, Arrangeur, Orchesterleiter und Musikpädagoge.

## Leben und Wirken
DeRosa spielte bereits mit 15 Jahren mit bekannten Jazzmusikern im Raum New York; mit 18 wurde seine Karriere durch den Militärdienst im Zweiten Weltkrieg unterbrochen. In dieser Zeit spielte er in Glenn Millers Air Corps Bands. Nach seiner Entlassung aus der Armee arbeitete er zunächst als professioneller Schlagzeuger und spielte in den 1950er Jahren u. a. mit Charles Mingus (Jazzical Moods 1954), Marian McPartland, Teo Macero, Teddy Wilson, Thad Jones, Ben Webster, Clark Terry, Phil Woods, Coleman Hawkins, Dennis Sandole, Wally Cirillo/John LaPorta (In Conceptions 1957), Kenyon Hopkins und Bobby Hackett.
An der Juilliard School studierte er Komposition und Orchesterleitung; an der Manhattan School of Music erwarb er dann den Master-Abschluss. In den folgenden Jahren arbeitete er in der Musikerziehung; DeRosa wurde in den 1960er Jahren zu einer der prägenden Gestalten der Jazz-Musikpädagogik. DeRosa war Mitbegründer und Vorsitzender der National Association of Jazz Educators, aus der schließlich die International Association of Jazz Educators (IAJE) hervorging. In dieser Funktion arbeitete er bei Stan Kenton als Dozent der Stan Kenton Clinics mit Gene Hall und Leon Breeden. Er unterrichtete am Lehrerkolleg der Columbia University. Er trat mit Studenten-Jazzensembles in den Fernsehshows von Johnny Carson und Merv Griffin auf. Viele seiner Schüler wurden Mitglieder seiner One O¹Clock Lab Bands, die er am North Texas State College in den 1960er Jahren führte. Er erhielt die Ehrendoktorwürde des Five Towns College; 1990 wurde er in die IAJE Hall of Fame aufgenommen.
Nachdem er 1980 in Ruhestand gegangen war, war er vorwiegend als Bandleader tätig. DeRosa leitete das Glenn Miller Orchestra, dessen Einspielung In the Digital Mood für GRP Records eine Goldene Schallplatte erhielt; ebenso leitete er die Ghost Bands Jimmy Dorsey Orchestra und das Dorsey Brothers Orchestra. Ab den 1990er Jahren leitete er die New York City Big Band.
Er ist auch Co-Autor mehrerer Bücher, die er mit Mel Lewis, Dick Hyman, Michael Moore und Ed Shaughnessy schrieb. Kurz vor seinem Tod zog er von New Jersey nach Texas, wo er mit seiner Frau in der Nähe seines Sohnes Richard (* 1955) lebte, der ebenfalls Schlagzeuger und Musikpädagoge ist.

## Diskographische Hinweise
- Clem DeRosa - Pioneer of Jazz Education
- The Sandole Brothers & Guests (Zyx Music, 1955, ed. 2001)

## Publikationen (Auswahl)
- Dick Hyman, Clem DeRosa: It's Time for Some Piano Changes. Kendor Music, Delevan 1980, OCLC 7807113.
- Clem DeRosa, Mel Lewis: It's Time: For the Big Band Drummer. Kendor Music, Delevan 1978, OCLC 41748697.
- Clem DeRosa, Ed Shaughnessy: Show Drumming: The Essential Guide to Playing Drumset for Live Shows and Musicals. Hal Leonard Corp, 2004
- Clem DeRosa, Michael Moore: The Michael Moore bass method. Rottenburg (Tübingen) : Advance Music Products, 2002